# Sitovo, Silistra
Sitovo (în bulgară Ситово, în română Doimușlar) este un sat în comuna Sitovo, regiunea Silistra, Dobrogea de Sud, Bulgaria. 
Între anii 1913-1940 a făcut parte din plasa Accadânlar a județului Durostor, România. 

## Demografie
Componența etnică a satului Sitovo
     Bulgari (95,76%)
     Nicio identificare (3,71%)
     Altele (0,51%)
La recensământul din 2011, populația satului Sitovo era de 780 locuitori. Din punct de vedere etnic, majoritatea locuitorilor (95,76%) erau bulgari. Pentru 3,71% din locuitori nu este cunoscută apartenența etnică.

### Recensământul românesc din 1930
Componența etnică a comunei Doimușlar (județul Durostor)
     Români (18,71%)
     Bulgari (61,35%)
     Turci (19,24%)
     Altă etnie (0,7%)
Componența confesională a comunei Doimușlar
     Ortodocși (77,2%)
     Musulmani (19,57%)
     Adventiști (3,17%)
     Greco-catolici (0,06%)
Conform recensământului efectuat în 1930, populația comunei Doimușlar se ridica la 1.860 locuitori. Majoritatea locuitorilor erau bulgari (61,35%), cu o minoritate de români (18,71%) și una de turci (19,24%). Alte persoane s-au declarat: maghiari (1  persoană), armeni (6 persoane) și romi (6 persoane). Din punct de vedere confesional, majoritatea locuitorilor erau ortodocși (77,20%), dar existau și musulmani (19,57%), adventiști (3,17%) și greco-catolici (0,06%)